# 25e cérémonie des Satellite Awards
La 25e cérémonie des Satellite Awards, décernés par l'International Press Academy, a lieu le 15 février 2021 et récompense les films sortis et les séries télévisées diffusées en 2020.
Les nominations sont annoncées le 1er février 2021. Les résultats sont dévoilés le 15 février 2021,.

## Palmarès

### Cinéma

#### Meilleur film dramatique
Nomadland
- Le Blues de Ma Rainey (Ma Rainey's Black Bottom)
- Les Sept de Chicago (The Trial of the Chicago 7)
- Minari
- Miss Juneteenth (en)
- One Night in Miami
- Promising Young Woman
- Sound of Metal
- Tenet
- The Father

#### Meilleur film musical ou comédie
40 ans, toujours dans le flow (The Forty-Year-Old Version)
- Borat, nouvelle mission filmée (Borat Subsequent Moviefilm: Delivery of Prodigious Bribe to American Regime for Make Benefit Once Glorious Nation of Kazakhstan)
- Hamilton
- On the Rocks
- Palm Springs
- The Personal History of David Copperfield

#### Meilleur réalisateur
Chloé Zhao – Nomadland
- Lee Isaac Chung – Minari
- David Fincher – Mank
- Darius Marder – Sound of Metal
- Aaron Sorkin – Les Sept de Chicago (The Trial of the Chicago 7)
- Florian Zeller – The Father

#### Meilleur acteur dans un film dramatique
Riz Ahmed pour le rôle de Ruben Stone dans Sound of Metal
- Chadwick Boseman pour le rôle de Levee Green dans Le Blues de Ma Rainey (Ma Rainey's Black Bottom)
- Anthony Hopkins pour le rôle d'Anthony dans The Father
- Delroy Lindo pour le rôle de Paul dans Da 5 Bloods : Frères de sang (Da 5 Bloods)
- Gary Oldman pour le rôle de Herman J. Mankiewicz dans Mank
- Steven Yeun pour le rôle de Jacob Yi dans Minari

#### Meilleure actrice dans un film dramatique
Frances McDormand pour le rôle de Fern dans Nomadland
- Viola Davis pour le rôle de Ma Rainey dans Le Blues de Ma Rainey (Ma Rainey's Black Bottom)
- Vanessa Kirby pour le rôle de Martha Weiss dans Pieces of a Woman
- Sophia Loren pour le rôle de Madame Rosa dans La vie devant soi (La vita davanti a sé)
- Carey Mulligan pour le rôle de Cassandra "Cassie" Thomas dans Promising Young Woman
- Kate Winslet pour le rôle de Mary Anning dans Ammonite

#### Meilleur acteur dans un film musical ou une comédie
Sacha Baron Cohen pour le rôle de Borat Sagdiyev dans Borat, nouvelle mission filmée (Borat Subsequent Moviefilm: Delivery of Prodigious Bribe to American Regime for Make Benefit Once Glorious Nation of Kazakhstan)
- Lin-Manuel Miranda pour le rôle d'Alexander Hamilton dans Hamilton
- Leslie Odom Jr. pour le rôle d'Aaron Burr dans Hamilton
- Dev Patel pour le rôle de David Copperfield dans The Personal History of David Copperfield
- Andy Samberg pour le rôle de Nyles dans Palm Springs

#### Meilleure actrice dans un film musical ou une comédie
Maria Bakalova pour le rôle de Tutar Sagdiyev dans Borat, nouvelle mission filmée (Borat Subsequent Moviefilm: Delivery of Prodigious Bribe to American Regime for Make Benefit Once Glorious Nation of Kazakhstan)
- Rashida Jones pour le rôle de Laura Keane dans On the Rocks
- Michelle Pfeiffer pour le rôle de Frances Price dans French Exit
- Margot Robbie pour le rôle d'Harley Quinn dans Birds of Prey (Birds of Prey: And the Fantabulous Emancipation of One Harley Quinn)
- Meryl Streep pour le rôle de Dee Dee Allen dans The Prom
- Anya Taylor-Joy pour le rôle d'Emma Woodhouse dans Emma.

#### Meilleur acteur dans un second rôle
Chadwick Boseman pour le rôle de "Stormin" Norman Earl Holloway dans Da 5 Bloods : Frères de sang (Da 5 Bloods)
- Kingsley Ben-Adir pour le rôle de Malcolm X dans One Night in Miami
- Sacha Baron Cohen pour le rôle d'Abbie Hoffman dans Les Sept de Chicago (The Trial of the Chicago 7)
- Brian Dennehy pour le rôle de Del dans Driveways (en)
- Bill Murray pour le rôle de Felix Keane dans On the Rocks
- David Strathairn pour le rôle de David dans Nomadland

#### Meilleure actrice dans un second rôle
Amanda Seyfried pour le rôle de Marion Davies dans Mank
- Ellen Burstyn pour le rôle d'Elizabeth Weiss dans Pieces of a Woman
- Olivia Colman pour le rôle d'Anne dans The Father
- Nicole Kidman pour le rôle d'Angie Dickinson dans The Prom
- Yuh-jung Youn pour le rôle de Soon-ja dans Minari
- Helena Zengel pour le rôle de Johanna Leonberger / Cicada dans La Mission (News of the World)

#### Meilleure distribution
Les Sept de Chicago (The Trial of the Chicago 7)

#### Meilleur scénario original
Promising Young Woman – Emerald Fennell
- Mank – Jack Fincher
- Minari – Lee Isaac Chung
- Palm Springs – Andy Siara
- Soul – Pete Docter, Mike Jones et Kemp Powers
- Les Sept de Chicago (The Trial of the Chicago 7) – Aaron Sorkin

#### Meilleur scénario adapté
The Father – Christopher Hampton et Florian Zeller
- La Vie devant soi (La vita davanti a sé)  – Edoardo Ponti
- Le Blues de Ma Rainey (Ma Rainey's Black Bottom) – Ruben Santiago-Hudson
- La Mission (News of the World) – Luke Davies et Paul Greengrass
- Nomadland – Jessica Bruder et Chloé Zhao
- One Night in Miami – Kemp Powers

#### Meilleure direction artistique
Mank – Donald Graham Burt, Chris Craine, Jan Pascale et Dan Webster
- The Midnight Sky – Jim Bissell and John Bush
- Mulan – Anne Kuljian et Grant Major
- One Night in Miami – Page Buckner, Barry Robinson et Mark Zuelzke
- The Personal History of David Copperfield – Cristina Casali et Charlotte Dirickx
- The Prom – Jamie Walker McCall et Gene Serdena

#### Meilleurs costumes
The Personal History of David Copperfield – Suzie Harman et Robert Worley
- Emma – Alexandra Byrne
- Mank – Trish Summerville
- Le Blues de Ma Rainey (Ma Rainey's Black Bottom) – Ann Roth
- Mulan – Bina Daigeler
- One Night in Miami – Francine Jamison-Tanchuck

#### Meilleure photographie
Mank – Erik Messerschmidt
- The Midnight Sky – Martin Ruhe
- La Mission (News of the World) – Dariusz Wolski
- Nomadland – Joshua James Richards
- One Night in Miami – Tami Reiker
- Tenet – Hoyte van Hoytema

#### Meilleur montage
Les Sept de Chicago (The Trial of the Chicago 7) – Alan Baumgarten (en)
- The Father – Yorgos Lamprinos
- Mank – Kirk Baxter
- Minari – Harry Yoon
- Nomadland – Chloé Zhao
- One Night in Miami – Tariq Anwar

#### Meilleur son
Sound of Metal – Jaime Baksht, Nicolas Becker, Phillip Bladh, Carlos Cortés, Michelle Couttolenc, and Carolina Santana
- Mank – Ren Klyce, Drew Kunin, Jeremy Molod, Nathan Nance et David Parker
- The Midnight Sky – Todd Beckett, Danny Hambrook, Dan Hiland, Bjorn Ole Schroeder et Randy Thom
- Nomadland – Sergio Díaz, Zach Seivers et M. Wolf Snyder
- The Prom – David Giammarco, Gary Megregian, Steven A. Morrow et Mark Paterson
- Tenet – Willie D. Burton, Richard King, Kevin O'Connell et Gary Rizzo

#### Meilleurs effets visuels
Tenet – Scott R. Fisher et Andrew Jackson (en)
- Birds of Prey (Birds of Prey: And the Fantabulous Emancipation of One Harley Quinn) – Thrain Shadbolt et Kevin Souls
- USS Greyhound : La Bataille de l'Atlantique (Greyhound) – Peter Bebb et Nathan McGuinness
- Mank – Simon Carr, Pablo Helman, James Pastorius et Wei Zheng
- The Midnight Sky – Matt Kasmir et Chris Lawrence (en)
- Mulan – Sean Andrew Faden

#### Meilleure chanson originale
Io sì (Seen) de La Vie devant soi (La vita davanti a sé) – Niccolò Agliardi, Laura Pausini et Diane Warren
- Everybody Cries de Assiégés (The Outpost) – Larry Groupé, Rod Lurie, et Rita Wilson
- Hear My Voice de Les Sept de Chicago (The Trial of the Chicago 7) – Daniel Pemberton et Celeste
- The Other Side de Les Trolls 2 : Tournée mondiale (Trolls World Tour) – Justin Timberlake
- Rocket to the Moon de Voyage vers la Lune (Over the Moon) – Christopher Curtis, Marjorie Duffield et Helen Park
- Speak Now de One Night in Miami – Sam Ashworth et Leslie Odom Jr.

#### Meilleure musique de film
The Midnight Sky – Alexandre Desplat
- Mank  – Trent Reznor et Atticus Ross
- Minari – Emile Mosseri
- La Mission (News of the World) – James Newton Howard
- One Night in Miami – Terence Blanchard
- Tenet – Ludwig Göransson

#### Meilleur film en langue étrangère
La Llorona -  Guatemala
- Drunk (Druk) -  Danemark
- Atlantis -  Ukraine
- Je ne suis plus là (Ya no estoy aqui) -  Mexique
- Jallikattu (en) -  Inde
- My Little Sister (Schwesterlein) -  Suisse
- A Sun (Yáng guāng pǔ zhào) -  Taïwan
- Tove -  Finlande
- Deux -  France

#### Meilleur film d'animation ou multimédia
Le Peuple Loup (Wolfwalkers)
- Accidental Luxuriance of the Translucent Watery Rebus
- Demon Slayer: Kimetsu no Yaiba - Le film : Le train de l'Infini (Accidental Luxuriance of the Translucent Watery Rebus)
- No.7 Cherry Lane
- Voyage vers la Lune (Over the Moon)
- Soul

#### Meilleur film documentaire
Collective
- Acasa, My Home
- Circus of Books
- Coup 53
- Crip Camp
- The Dissident
- Gunda
- MLK/FBI
- A Most Beautiful Thing
- The Truffle Hunters

### Télévision

#### Meilleure série télévisée dramatique
Better Call Saul
- Billions
- The Crown
- Killing Eve
- Ozark
- P-Valley

#### Meilleure série télévisée musicale ou comique
Bienvenue à Schitt's Creek (Schitt's Creek)
- The Boys
- Dead to Me
- Insecure
- Ramy
- What We Do in the Shadows

#### Meilleure série télévisée de genre
The Haunting
- Evil
- His Dark Materials : À la croisée des mondes (His Dark Materials)
- The Mandalorian
- The Outsider
- Pennyworth

#### Meilleure mini-série
The Good Lord Bird
- Mrs. America
- Normal People
- Le Jeu de la dame (The Queen's Gambit)
- Small Axe
- The Undoing
- Unorthodox

#### Meilleur téléfilm
The Clark Sisters: First Ladies of Gospel
- Bad Education
- Sylvie's Love
- Mon oncle Frank

#### Meilleur acteur dans une série télévisée dramatique ou une série de genre
Bob Odenkirk dans Better Call Saul
- Jason Bateman dans Ozark
- Damian Lewis dans Billions
- Tobias Menzies dans The Crown
- Regé-Jean Page dans La Chronique des Bridgerton
- Matthew Rhys dans Perry Mason

#### Meilleure actrice dans une série télévisée dramatique ou une série de genre
Olivia Colman dans The Crown 
- Caitriona Balfe dans Outlander
- Phoebe Dynevor dans La Chronique des Bridgerton
- Laura Linney dans Ozark
- Sandra Oh dans Killing Eve
- Maggie Siff dans Billions

#### Meilleur acteur dans une série télévisée musicale ou comique
Eugene Levy dans Bienvenue à Schitt's Creek (Schitt's Creek)
- Dave Burd dans Dave
- Ricky Gervais dans After Life
- Nicholas Hoult dans The Great
- Jason Sudeikis dans Ted Lasso
- Ramy Youssef dans Ramy

#### Meilleure actrice dans une série télévisée musicale ou comique
Elle Fanning dans The Great
- Christina Applegate dans Dead to Me
- Linda Cardellini dans Dead to Me
- Zoë Kravitz dans High Fidelity
- Catherine O'Hara dans Bienvenue à Schitt's Creek (Schitt's Creek)
- Issa Rae dans Insecure

#### Meilleur acteur dans une mini-série ou un téléfilm
Ethan Hawke dans The Good Lord Bird
- John Boyega dans Small Axe
- Bryan Cranston dans Your Honor
- Hugh Grant dans The Undoing
- Hugh Jackman dans Bad Education
- Chris Rock dans Fargo
- Mark Ruffalo dans I Know This Much Is True

#### Meilleure actrice dans une mini-série ou un téléfilm
Cate Blanchett dans Mrs. America
- Shira Haas dans Unorthodox
- Nicole Kidman dans The Undoing
- Anya Taylor-Joy dans Le Jeu de la dame (The Queen's Gambit)
- Letitia Wright dans Small Axe
- Zendaya dans Euphoria

#### Meilleur acteur dans un second rôle dans une série, téléfilm ou mini-série
Jeff Wilbusch dans Unorthodox
- Joshua Caleb Johnson dans The Good Lord Bird
- Josh O'Connor dans The Crown
- Tom Pelphrey dans Ozark
- Donald Sutherland dans The Undoing
- Ben Whishaw dans Fargo

#### Meilleure actrice dans un second rôle dans une série, téléfilm ou mini-série
Tracey Ullman dans Mrs. America
- Gillian Anderson dans The Crown
- Jessie Buckley dans Fargo
- Emma Corrin dans The Crown
- Hope Davis dans Your Honor
- Noma Dumezweni dans The Undoing

#### Meilleure distribution
The Good Lord Bird

### Prix spéciaux
- Mary Pickford Award : Tilda Swinton
- Nikola Tesla Award : Dick Pope
- Auteur Award : Emerald Fennell pour Promising Young Woman (« for singular vision and unique artistic control over the elements of production »)
- Humanitarian Award : Mark Wahlberg (« for making a difference in the lives of those in the artistic community and beyond »)
- Meilleure première œuvre (Best First Feature) : Channing Godfrey Peoples (en) pour Miss Juneteenth (en)
- Stunt Performance Award : Gaëlle Cohen

## Statistiques

### Récompenses multiples

#### Cinéma
- 3 : Mank et Nomadland
- 2 : Borat, nouvelle mission filmée, Sound of Metal et Les Sept de Chicago

#### Télévision
- 3 : The Good Lord Bird
- 3 : Better Call Saul

### Nominations multiples

#### Cinéma
- 11 : Mank
- 9 : One Night in Miami
- 8 : Nomadland
- 7 : Minari
- 6 : The Father et Les Sept de Chicago
- 5 : Le Blues de Ma Rainey, Minuit dans l'univers et Tenet
- 4 : La Mission, The Personal History of David Copperfield, The Prom et Sound of Metal
- 3 : Borat, nouvelle mission filmée, Hamilton, La Vie devant soi, Mulan, On the Rocks, Palm Springs et Promising Young Woman
- 2 : Birds of Prey, Da 5 Bloods : Frères de sang, Emma., Voyage vers la Lune, Pieces of a Woman et Soul

#### Télévision
- 6 : The Crown
- 5 : The Undoing
- 4 : Ozark
- 3 : Billions, Dead to Me, Fargo, The Good Lord Bird, Mrs. America, Bienvenue à Schitt's Creek (Schitt's Creek), Small Axe et Unorthodox
- 2 : Bad Education, Better Call Saul, La Chronique des Bridgerton (Bridgerton), The Great, Insecure, Killing Eve, Le Jeu de la Dame (The Queen's Gambit), Ramy, et Your Honor